# Il clan dei Mahé
Il clan dei Mahé (Le Cercle des Mahé) è un romanzo psicologico de 1946 di Georges Simenon.
Il protagonista è il classico personaggio maschile tratteggiato da Simenon in molti romanzi: un uomo in cerca di una identità, scontento della propria vita e delle scelte fatte per lo più per compiacere altri, quasi sempre donne che lo hanno in qualche modo soggiogato e sulle quali vorrebbe prendersi una sorta di rivincita.

## Storia editoriale
Il romanzo fu scritto da Simenon mentre si trovava a Saint-Mesmin (Vandea) nel 1945. Nel manoscritto originale il titolo del romanzo era "Il dottore sull'isola". 
La prima edizione in lingua originale è dell'agosto 1946 presso l'editore Gallimard, quella in lingua italiana è del 2006 presso Adelphi.

## Trama
Francois Mahé è un medico trentacinquenne, massiccio, un po' sovrappeso, rosso di capelli ed è in vacanza sull'isola di Porquerolles, al largo della Costa Azzurra, con la moglie, Helene, e i suoi due figli. Contrariamente agli anni precedenti aveva deciso, senza nessuna ragione particolare, di cambiare località di villeggiatura disertando quella solita in Vandea. 
All'inizio l'isola non gli piace, il caldo, il sole accecante e il sentirsi un estraneo nel paesino dove tutti si conoscono lo mettono a disagio, così come trova pesante la cucina meridionale. Un giorno però Mahé viene chiamato al capezzale di una donna, la signora Klamm. Il marito, Frans, un ex Legionario sfaccendato è al solito sul continente a sbronzarsi. Quando arriva, Mahe può solo constatarne la morte. È colpito dalla povertà in cui vivono i Klamm e i loro tre figli. In particolare Mahé è turbato dalla visione della figlia più grande, Elisabeth, un'adolescente magra racchiusa in un vestitino rosso. È rannicchita in un angolo della stanza e lo fissa intensamente. Questa immagine si imprimerà nella memoria del dottore in modo indelebile.
Al termine delle ferie, i Mahé tornano al loro quotidiano. Ma un tarlo sembra tormentare Francosie. Fa di tutto per allontanare l'isola dai suoi pensieri, prenota per le vacanze la solita pensione sulla Sevre, ma all'ultimo momento disdice la prenotazione e comunica alla moglie di voler tornare a Porquerolles.
Passa un altro anno. Alla terza estate il dottore, oltre a moglie figli, porta in vacanza sull'isola anche il nipote diciannovenne Alfred.
A Porquerolles Mahè, dove oramai si è ambientato e che tutti conoscono, si sforza di trovare un pretesto per stabilire un contatto con Elisabeth la quale dalla morte della madre ha preso in mano la conduzione della casa e si occupa responsabilmente dei fratelli più piccoli. Ma il comportamento del dottore è paradossale tanto da spingere il nipote a farsi avanti con la ragazza. Quando poi Alfred gli confida imbarazzato di essere riuscito a convincere Elisabeth a concedersi, Mahè ha un moto interno di rabbia irragionevole. Non riesce nemmeno lui a dare un nome alle sensazioni contraddittorie che lo attraversano. Non innamoramento ma una specie di ossessione morbosa per qualcosa di proibito.
Tuttavia, non avrà il tempo di dare una forma a questa sentimenti, perché una improvvisa comunicazione sullo stato di salute della madre, alla quale Mahe è legato in modo viscerale, lo portano ad interrompere le vacanze e a tornare precipitosamente con la famiglia al paesino di Saint-Hilaire, dove vivono. Ma sotto sotto Françoise è contento di separare Alfred da Elisabeth.
La malattia e la morte della madre costringono Maehé a riflettere sulle scelte fatte, sull'influenza che sua madre, e il defunto padre hanno avuto sulla sua esistenza. Non è forse a causa di sua madre, che ha sposato Helen, una donna sottomessa e incolore? Scelta che ha consentito alla madre di continuare a controllare il ménage familiare. Non è stato forse per soddisfare i dettami della sua famiglia, che è diventato un medico? Per la prima volta François ha la consapevolezza di voler troncare le catene che lo fanno sentire prigioniero nel cerchio, nel clan, della famiglia Mahé. 
Nella sua mente prendono forma pensieri e progetti prima impensabili. Si immagina medico a Porquerolles, il posto dove potrebbe cambiare radicalmente lo stile di vita e sentirsi finalmente libero. Quando ritorna per la quarta estate Mahé viene a sapere che Elisabeth è riuscita a superare lo stato d'indigenza grazie alle sue abilità di sarta. Françoise fa di tutto per incontrare, come per caso, la ragazza, alla quale ancora non ha rivolto una sola parola in tutti quegli anni, ma Elisabeth sembra inafferrabile come un miraggio. Mahé, senza dire nulla alla moglie, si spinge sino a comperare ad prezzo esorbitante, fuori da ogni logica, la casa dell'anziano medico condotto che lo aspettava al varco avendo capito da tempo la smania che ossessionava il collega.
Ma un destino diverso, forse cercato, lo attende. Una mattina mentre è uscito da solo in barca per pescare, perde l'equilibrio e cade in mare. In quegli istante in cui affonda, gli sembra finalmente di afferrare il senso di quell'inspiegabile amore.

## Edizioni
La prima edizione in lingua originale è dell'agosto 1946 presso l'editore Gallimard, Parigi, quella in lingua italiana è del 2006 presso Adelphi Milano